# Berbes
Berbes es una parroquia del concejo de Ribadesella, en el Principado de Asturias (España). Alberga una población de 90 habitantes (INE 2009) en 106 viviendas. Ocupa una extensión de 2,99 km². Está situada a 9 km de la capital del concejo. Se celebra la festividad de Santa Marina, y su templo parroquial está dedicado a esta misma santa. Está situado en la rasa costera cerca de la playa de Vega. Por el pueblo pasa un tramo del Camino de Santiago dentro de su vertiente asturiana litoral que es conocido como la caleyona o caneyona.

## La fluorita de Berbes

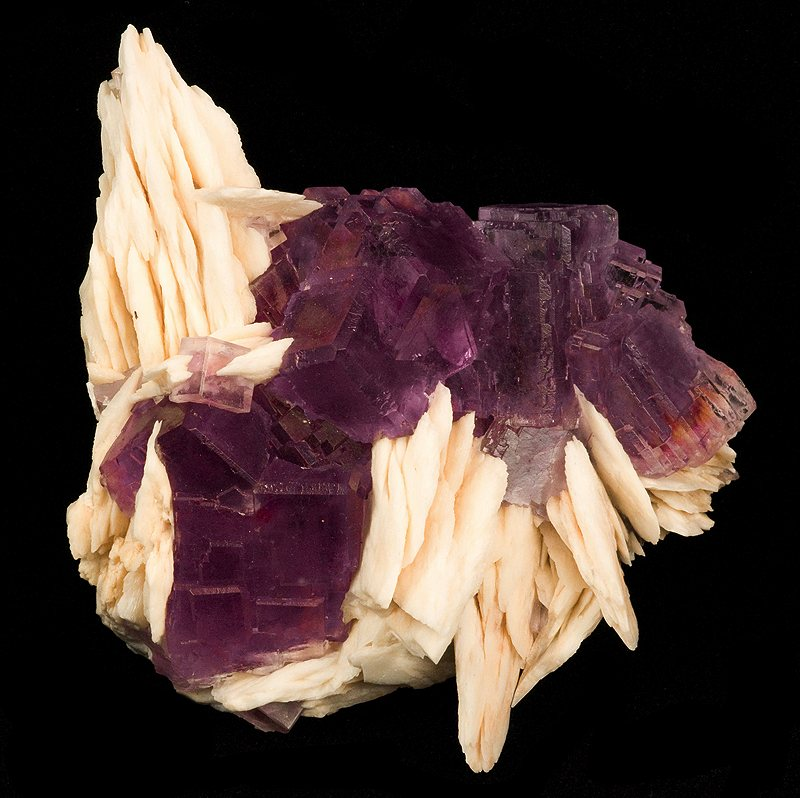
Fluorita y baritina procedente de La Cabaña, Berbes. 11x9 cm. Fotografía de Rob Lavisnki.

En el extremo oeste de la playa de Vega se encuentran los restos de unas antiguas explotaciones de fluorita, especialmente en los parajes conocidos como El Frondil y La Cabaña. Durante su etapa de explotación se obtuvieron ejemplares muy notables, que aún siguen apareciendo en labores informales llevadas a cabo por coleccionistas. La fluorita se encuentra como cristales cúbicos que pueden superar los 5 cm, de arista, generalmente de color violeta intenso, traslúcidos o incluso totalmente transparentes, y brillantes. Junto con ellos se encuentra baritina, cuarzo y ocasionalmente indicios de minerales de cobre. Su calidad mineralógica y belleza hace que sean conocidos y apreciados internacionalmente, encontrándose ejemplares en todos los museos de mineralogía del mundo, así como en colecciones de aficionados.